# Cusighe
Cusighe is een plaats (frazione) in de Italiaanse gemeente Belluno.
Antole · Bes · Bolzano Bellunese · Caleipo-Sossai · Castion · Castoi · Cavessago · Cet · Chiesurraza · Cirvoi · Col di Piana · Col di Salce · Collungo · Cusighe · Faverga · Fiammoi · Giamosa · Giazzoi · Levego · Madeago · Miér · Nevegal · Orzes · Pedeserva · Pra de Luni · Rivamaor · Safforze · Sala · Salce · San Pietro in Campo · Sopracorda · Sois · Sossai · Tasei · Tisoi · Vignole · Visome